# Paulo III y sus nietos Alejandro y Octavio Farnesio
Paulo III y sus nietos Alejandro y Octavio Farnesio (italiano: Paolo III e i nipoti Alessandro e Ottavio Farnese) es una pintura del artista renacentista Tiziano, que data de 1546. Se exhibe en el Museo de Capodimonte, en Nápoles, Italia. 
En el lienzo se puede ver a un ya envejecido papa Paulo III sentado, con su nieto Octavio Farnesio, duque de Parma, hincándose a su izquierda y, detrás de él a su derecha, su otro nieto Alejandro, con su vestimenta de cardenal. El retrato es digno de notarse por la posición que tienen sus personajes: el papa, viejo y cansado, mira a Octavio con expresión acusativa, y, en contraparte, el hecho de que el nieto esté en proceso de hincarse frente a él da la impresión de ser un acto puramente formal y deferente. Alejandro, por otro lado, tiene un aire distraído. El fondo, los colores melosos y las gruesas pinceladas contribuyen a comunicar una atmósfera llena de ansiedad.